# دوغ راوش
دوغ راوش (بالإنجليزية: Doug Rauch)‏ هو عازف جاز أمريكي، ولد في 14 سبتمبر 1950 في نيويورك في الولايات المتحدة، وتوفي في 23 أبريل 1979 في سان فرانسيسكو في الولايات المتحدة بسبب جرعة زائدة.

## وصلات خارجية
- دوغ راوش على موقع ميوزك برينز (الإنجليزية)
- دوغ راوش على موقع ديسكوغز (الإنجليزية)